# مايو ديسمبر
مايو ديسمبر (بالإنجليزية: May December) هو دراما، وفيلم رومانسي أُصدر في 20 مايو 2023، في مهرجان كان السينمائي 2023. الفيلم من إنتاج ، وكيلر فيلمز ‏، و من إخراج تود هينز.

## طاقم التمثيل
- ناتالي بورتمان
  - كوري مايكل سميث
  - تشارلز ميلتون
  - جوليان مور

## الاستقبال

### الميزانية والإيرادات
بلغت ميزانيّة الفيلم 20,000,000 دولار أمريكي.

## وصلات خارجية
- ديسمبر/ مايو ديسمبر في روتن توميتوز.
- مايو ديسمبر  على ميتاكريتيك (بالإنجليزية).